# Parker (Arizona)
Parker (mohave: 'Amat Kuhwely, precedentemente nota come 'Ahwe Nyava) è il capoluogo della contea di La Paz, in Arizona, negli Stati Uniti, sul fiume Colorado nella Parker Valley. La popolazione era di 3.083 abitanti al censimento del 2010.

## Geografia fisica
Secondo lo United States Census Bureau, ha un'area totale di 21,99 mi² (56,95 km²).

## Storia
Fondata nel 1908, la città prese il nome da Ely Parker, il primo commissario nativo americano per il governo degli Stati Uniti. Il sito originale della città di Parker fu mappato e progettato nel 1909 da un ingegnere di localizzazione ferroviario con il nome di Earl. H. Parker per la Arizona & California Railway. La città fu ufficialmente incorporata nel 1948 e divenne il capoluogo della contea di La Paz, appena creata, il 1º gennaio 1983.

### Camp Colorado e Parkers Landing
Il nome e l'origine della città risalgono quando un ufficio postale chiamato Parker fu istituito il 6 gennaio 1871 sul Parker's Landing e il sito della Parker Indian Agency, intitolata a Ely Parker, sulla riserva indiana del fiume Colorado, a 4 miglia lungo il fiume dal sito del ponte ferroviario della città moderna, per servire l'agenzia indiana. Ciò che divenne Parkers Landing fu fondato sul fiume come luogo in cui atterrare e raccogliere merci e personale per l'agenzia indiana e il distaccamento dello U.S. Army che si trovava lì al Camp Colorado dal 1864 al 1869 durante i primi anni della riserva. Il Camp Colorado fu abbandonato dopo che le raffiche di vento del piroscafo in partenza per i Cocopah bruciarono rapidamente le capanne degli ufficiali della guarnigione, mettendo in pericolo le caserme e i magazzini.

## Società

### Evoluzione demografica
Secondo il censimento del 2010, la popolazione era di 3.083 abitanti.

### Etnie e minoranze straniere
Secondo il censimento del 2010, la composizione etnica della città era formata dal 44,4% di bianchi, l'1,4% di afroamericani, il 20,6% di nativi americani, lo 0,8% di asiatici, lo 0,1% di oceanici, il 26,4% di altre razze, e il 6,3% di due o più etnie. Ispanici o latinos di qualunque razza erano il 41,9% della popolazione.